# Antoni Condal
Antoni Condal (Barcelone, 1745-1804) était un médecin, botaniste et naturaliste espagnol né et décédé en Catalogne.
Originaire de Barcelone, il a participé en tant que naturaliste, avec Benet Paltor et Fiter, accompagnant le botaniste suédois Pehr Loefling dans l'expédition organisée en 1754 dans l'Orénoque, pour définir les limites des possessions espagnoles et portugaises dans la région sud-américaine, où étaient également menés des travaux scientifiques liés à l'histoire naturelle de la zone située entre l'Orénoque et l'Amazonie. Il faisait partie de l'équipe de botanistes suédois, sous les ordres de Loefling. Comme d'autres membres de l'expédition, après sa mort en février 1756, Condal a déserté,,.
Les botanistes Hipólito Ruiz López et José Antonio Pavón ont décrit et nommé le genre Condalia en l'honneur d'Antoni Condal. Ils décrivirent ce genre en 1794 dans leur ouvrage Florae Peruvianae, et Chilensis Prodromus (es) en précisant « genre dédié à Don Antonio Condal, médecin catalan, disciple de Pedro Loefling, et l'un de ses deux compagnons de voyage dans l’Orénoque »,.